# Vall d'Aussau
La vall d'Aussau (en occità Vath d'Aussau i en francés Vallée d'Ossau) és una vall del cantó nord dels Pirineus, que forma part del Bearn, i administrativament, del departament francés dels Pirineus Atlàntics i de la regió d'Aquitània.

## Parçan occitan
Segons la proposta de divisió territorial d'Occitània del diari Jornalet, basada en l'obra de Frederic Zégierman Le Guide des pays de France, la Vall d'Aussau és un parçan o comarca d'Occitània ubicada a la regió de la Gascunya, subregió del Bearn.
Oficialment, les comunes de la Vall d'Aspa estan adscrites administrativament i situades al sud-est del departament francès dels Pirineus Atlàntics, a la regió administrativa de Nova Aquitània.

## Geografia
La vall d'Aussau és una de les tres grans valls de la muntanya del Bearn, conjuntament amb la d'Aspa i la de Varetons. És una vall de tipus glaciar i s'estén, de sud a nord, des del Coll del Portalet, fronterer amb l'Aragó, fins a la població de Revenac, a quinze quilòmetres de Pau. El curs d'aigua que marca la vall s'anomena Gave d'Aussau, branca matriu de la Gave d'Auloron. Aquest riu s'inicia a sota el pic de Migdia d'Aussau (en occità Meideia d'Aussau i en francés Midi d'Ossau) a 2.884 metres d'altitud, que és el punt culminant de la contrada.

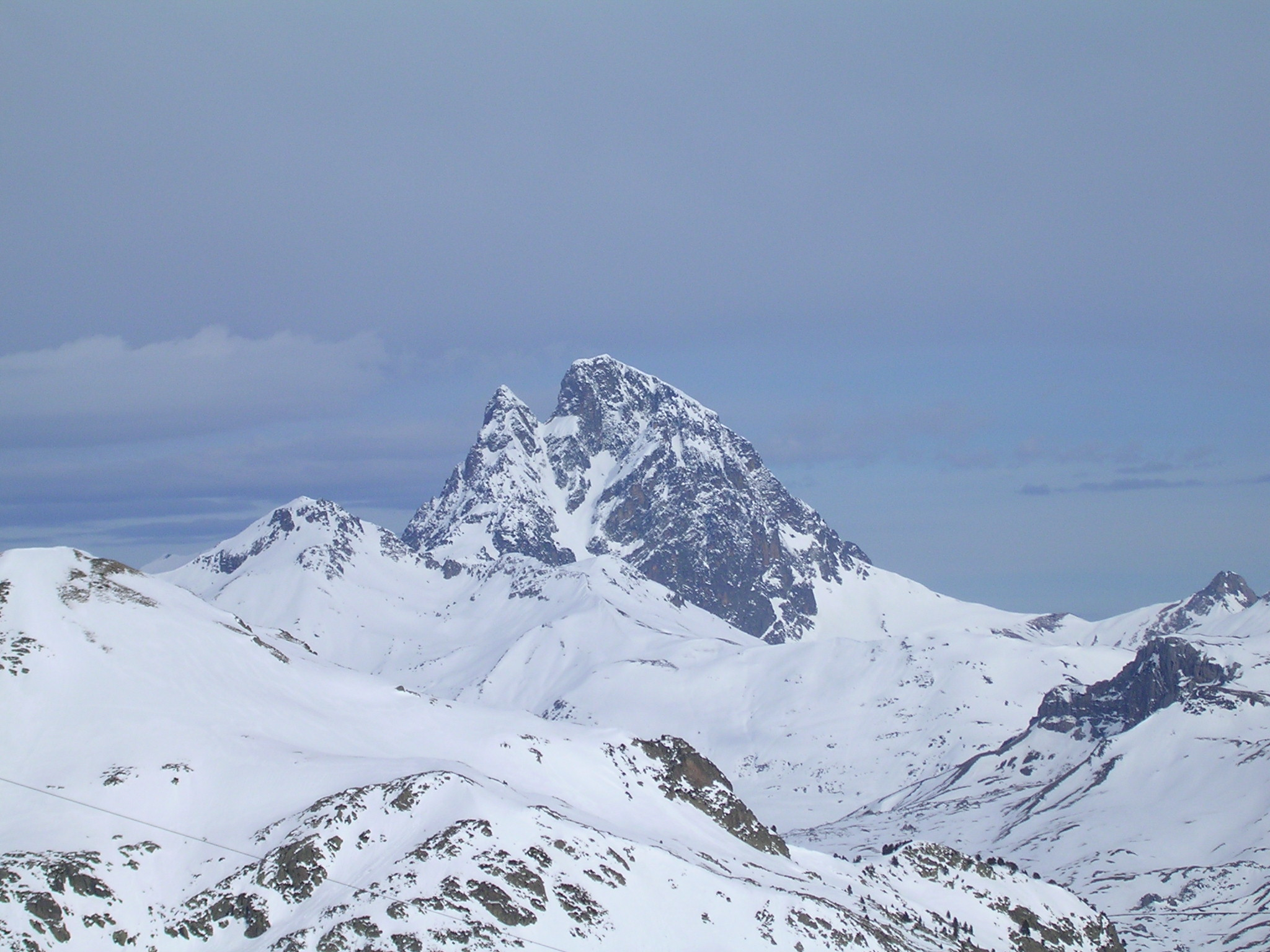
El Pic de Migdia d'Aussau a l'hivern

## Toponímia
El topònim Aussau apareix en el nom del poble Oscidates i Osquidates Montani i Campestres. Després es testifica en les formes Valis Ursaliensis (1127, reforma del Bearn), Orsalenses i Orsal (respectivament 1154 i 1170, títols de Barcelona), Arcidiagonat d'Ossau (1249, notarials d'Auloron) i Ursi-Saltus (1270, títols d'Aussau).
El seu nom gascó és Vath d'Aussau. Els noms medievals valis ursaliensis o Orsal suggereixen que la regió pren el nom de l'os (llatí ursus + sufix adjectival -al / -au). Més probablement, el topònim Aussau deriva de l'acrònim urs, que es pot trobar a Orsa (afluent de la Garona) o Ossa (afluent de la Gave de Pau).